# Cúp quốc gia Andorra 2014
Cúp quốc gia Andorra 2014 là mùa giải thứ 22 của giải đấu bóng đá loại trực tiếp của Andorra. Giải đấu khởi tranh từ ngày 11 tháng 1 năm 2014 với các trận đấu ở vòng loại thứ nhất và kết thúc vào ngày 2014 với trận Chung kết. UE Santa Coloma là đương kim vô địch. Đội vô địch được quyền tham gia vòng loại thứ nhất của UEFA Europa League 2014–15.

## Kết quả

### Vòng Một
Vòng này có sự tham gia của 14 đội ở Segona Divisió 2013–14 vào giai đoạn nghỉ giữa mùa: UE Engordany, UE Extremenya, Ordino B, Lusitanos B, CE Benfica, Atlètic Club d'Escaldes, FS La Massana, Rànger's, Encamp B, Jenlai, Encarnada, Sant Julià B, Principat B, FC Santa Coloma B. Các trận đấu diễn ra vào ngày 11 và 12 tháng 1 năm 2014.
| Đội 1         | Tỉ số        | Đội 2                   |
| ------------- | ------------ | ----------------------- |
| UE Engordany  | 7–3 (s.h.p.) | Extremenya              |
| CE Benfica    | 3–3 (3–2 p)  | Atlètic Club d'Escaldes |
| Ordino B      | 0–8          | Lusitanos B             |
| FS La Massana | 3–5          | Rànger's                |
| Encamp B      | 3–2          | Jenlai                  |
| Encarnada     | 1–2          | Sant Julià B            |
| Principat B   | 3–2          | FC Santa Coloma B       |

### Vòng Hai
Vòng này có sự tham gia của các đội đứng đầu Segona Divisió 2013–14 vào giai đoạn nghỉ giữa mùa: UE Santa Coloma B cùng với các đội thằng ở vòng Một. Các trận đấu diễn ra vào ngày 26 tháng 1 năm 2014.
| Đội 1        | Tỉ số        | Đội 2             |
| ------------ | ------------ | ----------------- |
| CE Benfica   | 0–1          | Encamp B          |
| Principat B  | 2–3          | Rànger's          |
| UE Engordany | 4–2 (s.h.p.) | Lusitanos B       |
| Sant Julià B | 1–8          | UE Santa Coloma B |

### Vòng Ba
Vòng này có sự tham gia của các đội thứ 5 đến thứ 8 sau 10 vòng đấu ở Primera Divisió 2013–14. Các trận đấu diễn ra vào ngày 2 tháng 2 năm 2014.
| Đội 1             | Tỉ số       | Đội 2                 |
| ----------------- | ----------- | --------------------- |
| Encamp B          | 3–2         | Principat             |
| Rànger's          | 0–11        | Ordino                |
| UE Engordany      | 3–1         | Inter Club d'Escaldes |
| UE Santa Coloma B | 3–3 (4–5 p) | Encamp                |

### Tứ kết
Vòng này có sự tham gia của các đội bóng đứng thứ nhất đến thứ tư sau 10 vòng đấu ở Primera Divisió 2013–14. Các trận lượt đi diễn ra vào ngày 9 tháng 2 năm 2014, trong khi các trận lượt về diễn ra vào ngày 16 tháng 2 năm 2014.
| Đội 1        | TTS  | Đội 2           | Lượt đi | Lượt về |
| ------------ | ---- | --------------- | ------- | ------- |
| Encamp B     | 0–15 | Lusitanos       | 0–11    | 0–4     |
| Ordino       | 1–5  | UE Santa Coloma | 0–1     | 1–4     |
| UE Engordany | 0–8  | UE Sant Julià   | 0–5     | 0–3     |
| Encamp       | 1–4  | FC Santa Coloma | 0–1     | 1–3     |

### Bán kết
Các trận lượt đi diễn ra vào ngày 10 tháng 5 năm 2014, trong khi các trận lượt về diễn ra vào ngày 17 tháng 5 năm 2014.
| Đội 1           | TTS | Đội 2         | Lượt đi | Lượt về |
| --------------- | --- | ------------- | ------- | ------- |
| UE Santa Coloma | 1–6 | Lusitanos     | 0–4     | 1–2     |
| FC Santa Coloma | 2–5 | UE Sant Julià | 0–3     | 2–2     |

### Chung kết
| Lusitanos     | 1 – 2 | UE Sant Julià            |
| ------------- | ----- | ------------------------ |
| Zé Carlos 50' |       | Varela 29' · Aguilar 56' |